# Олимпийский комитет Маврикия
Олимпийский комитет Маврикия (англ. Mauritius Olympic Committee) — организация, представляющая Маврикий в международном олимпийском движении. Основан в 1971 году, зарегистрирован в МОК в 1972 году.
Штаб-квартира расположена в Порт-Луи. Является членом Международного олимпийского комитета, Ассоциации национальных олимпийских комитетов Африки и других международных спортивных организаций. Осуществляет деятельность по развитию спорта в Маврикии.